# Sistem nervos enteric
Sistemul nervos enteric (SNE) este una dintre cele trei componente ale sistemului nervos autonom (vegetativ) și este o rețea de neuroni intrinsecă peretelui tractului gastrointestinal. Acesta derivă din celulele crestelor neurale. Studiul acestei structuri revine neurogastroenterologiei, specialitate a gastroenterologiei.

## Structură

Organizarea generală a tractului gastrointestinal. Sistemul nervos enteric este încorporat în tunicile acestuia.

Sistemul nervos enteric constă din aproximativ 500 de milioane de neuroni (inclusiv diferitele tipuri de celule Dogiel), adică 1/200 din numărul de neuroni din creier. Ganglionii care conțin corpii neuronali și celulele gliale sunt conectați prin fascicule de axoni pentru a forma plexurile mienteric (Auerbach) și submucos (Meissner) care se întind de la nivelul esofagului și până la sfincterul anal. Plexul mienteric este localizat între straturile intern circular și extern longitudinal ale tunicii musculare, iar plexul submucos este localizat în submucoasă, la nivelul interfaței acesteia cu stratul intern circular al muscularei. În general, plexul Auerbach controlează motilitatea, iar plexul Meissner este implicat în funcția de secreție.
Deoarece neuronii intrinseci supraviețuiesc după secționarea nervilor simpatici și parasimpatici, extrinseci, organele care sunt transplantate nu sunt cu adevărat denervate. Separarea de sistemul nervos autonom deseori nu are un impact evident asupra musculaturii netede sau glandelor inervate de fibre vegetative, contracțiile și respectiv integritatea structurală putând fi neafectate.

## Funcții
Componentele intrinseci ale sistemului nervos enteric reglează majoritatea proceselor digestive, inervând musculatura netedă și glandele și exercitând influențe asupra 
sistemului neuroendocrin difuz. Deși apar interacții complexe între toate componentele sistemului nervos autonom, sistemul nervos enteric este capabil să susțină activitatea reflexă locală independent de sistemul nervos central. Funcția SNE poate fi afectată de ischemie.